# ميخائيل فوربس
ميخائيل فوربس (بالإنجليزية: Michael Forbes)‏ هو ضابط إتصال وسياسي أمريكي، ولد في 16 يوليو 1952 في الولايات المتحدة. حزبياً، نشط في الحزب الجمهوري والحزب الديمقراطي.

## مناصب
- في انتخابات مجلس النواب الأمريكي 1994 [الإنجليزية]‏، انتخب عضو مجلس النواب الأمريكي عن دائرة New York's 1st congressional district [الإنجليزية]‏ وقد انضم خلال فترته النيابية [الإنجليزية]‏ (4 يناير 1995 – 3 يناير 1997) للكتلة البرلمانية الحزب الجمهوري.
- في انتخابات مجلس النواب الأمريكي 1996 [الإنجليزية]‏، انتخب عضو مجلس النواب الأمريكي عن دائرة New York's 1st congressional district [الإنجليزية]‏ وقد انضم خلال فترته النيابية [الإنجليزية]‏ (7 يناير 1997 – 3 يناير 1999) للكتلة البرلمانية الحزب الجمهوري.
- في انتخابات مجلس النواب الأمريكي 1998 [الإنجليزية]‏، انتخب عضو مجلس النواب الأمريكي عن دائرة New York's 1st congressional district [الإنجليزية]‏ وقد انضم خلال فترته النيابية (6 يناير 1999 – 3 يناير 2001) للكتلة البرلمانية الحزب الديمقراطي.
- انتخب عضو مجلس النواب الأمريكي (3 يناير 1995 – 3 يناير 2001).